# 2022年采蒂涅槍擊案
當地時間2022年8月12日，黑山采蒂涅發生大規模槍擊案，造成10人死亡，其中包括2名兒童，另有6人受傷。兇手為33歲的武奇科·博里洛維奇，其在與警方交火後被擊斃。

## 槍擊案
當天下午約3點半，博里洛維奇在采蒂涅梅多維納區返回自家，與當時分租的房客家庭發生爭執。他使用一把狩獵步槍射殺該家人的3名成員，包括2名年幼的孩子。隨後，他致電這家人的父親，告知對方自己已經殺害他的妻子和孩子。
槍擊發生後，采蒂涅安全部門接獲槍聲報告，並開始處理事件。博里洛維奇接著走上街頭，向路人隨機開槍。隨後他闖入鄰居家中，槍殺2名老人並射傷他們32歲的孫子。他離開時，還在門口射殺這對老人的兒子。之後他又殺害自己的叔叔及另外3名鄰居。
警方趕到現場後，博里洛維奇拒絕投降，並向警方開火，導致一名警員受傷。他甚至向救護車開槍，阻止醫護人員救助傷者。下午3點50分左右，博里洛維奇停止射擊，並在接聽電話時透露自己「可能活不了」的絕望。隨後他跑向奧洛夫克里斯山，警方立即向他開槍。他依然拒絕投降。警方最終向他射擊約20次，根據驗屍報告，他中了至少5發子彈。案發地點附近的多條街道被封鎖，警方加強現場警戒。

## 傷亡
這場襲擊共造成11人喪生，包括兇手本人。其中，一名8歲男孩和一名11歲女孩在博里洛維奇的家中遭槍殺，他們的母親則因傷勢過重，在當地醫院不治身亡。另外7名遇害者是在街頭遭槍擊的路人，此外還有6人受傷。2名傷者被送往采蒂涅的醫院治療。其餘4名傷勢嚴重的傷者則被轉送至波德戈里察臨床中心。3名患者接受緊急手術後，轉入重症監護室。1人頭部受傷，另1人肝臟受損，第3人則有頭頸部受傷及右上臂骨折的開放性傷口。截至8月15日，仍有1名重傷者在臨床中心的重症監護室接受治療，情況危殆。

## 調查
黑山警方未公開博里洛維奇作案的詳細原因及動機。據其堂兄表示，行凶動機可能與未支付房租有關，但這不足以解釋他為何在攻擊家中租戶後，又隨機向周邊民眾開槍。
根據部分報導指，當地居民內納德·卡盧傑羅維奇在警方與博里洛維奇的交火期間，擊斃博里洛維奇。當時尚無定論是誰的子彈導致博里洛維奇喪命。波德戈里察高級檢察官辦公室對此進行調查。卡盧傑羅維奇在8月14日主動到檢察官辦公室接受調查，並提交相關證詞。警方沒收他在槍戰中使用的武器。最終確認博里洛維奇是死於警方的子彈，而非卡盧傑羅維奇的射擊。
黑山內政部部長菲利普·阿季奇在8月15日表示，該部將成立特別委員會，對采蒂涅警方在此次槍擊案中的行動展開深入調查，以釐清外界傳播的錯誤資訊。同一天，有消息指出警方在搜索博里洛維奇的住所時，查獲4200歐元現金及8顆狩獵步槍子彈。

## 行兇者
武奇科·博里洛維奇是此次槍擊案的兇手。他在洛夫琴國家公園工作了五年，之前則擔任環境衛生服務部的主管。
博里洛維奇出生於1988年11月21日，家鄉為采蒂涅。他在當地完成小學教育，隨後前往塞爾維亞貝爾格萊德完成高中學業。他是政黨黑山社會民主的地方議會成員，已婚，並有三個孩子。
作為一名業餘獵人，博里洛維奇擁有合法的狩獵步槍許可證，該槍支正是他此次槍擊案中所使用的武器。在此之前，他沒有任何犯罪記錄。然而，他曾在科托爾精神病院接受精神治療。他原定於槍擊案當天前往科托爾精神病院進行身體檢查。而在槍擊發生15天前，他曾襲擊過一名鄰居。

## 後續
因全國哀悼日的宣布，黑山國內的甲級及乙級足球聯賽以及其他體育賽事皆被取消。8月13日，在貝爾格勒舉行的塞爾維亞對黑山籃球賽開場時，全場為槍擊案的遇害者默哀一分鐘。
同日，檢察官安德里亞娜·納斯蒂奇確認卡盧傑羅維奇的身份；他當時被認為是擊斃博里洛維奇的槍手。隨著消息的傳開，他被眾人譽為英雄。值得注意的是，卡盧傑羅維奇與遇難者之一有著教父與教子的關係。
然而，卡盧傑羅維奇的法律背景並不單純。他曾涉嫌於2006年謀殺澤利科·約萬諾維奇。在逃亡兩年多後，他於2008年自首。2010年，他因謀殺罪被判處10年徒刑，但翌年黑山合議庭將案件發回重審。他隨後被釋放，並最終於2012年被宣告無罪。另外，他曾於2021年因涉嫌恐怖活動被捕，當時他企圖阻止都主教若阿尼基耶二世的加冕儀式。
8月14日，采蒂涅王家舊都市議會在采蒂涅王宮舉行悼念會議。同日，10名遇害者全部在采蒂涅下葬。隔日，市民們在市中心廣場集會，向遇害者致敬，並前往梅多維納為遇害者默哀，之後返回廣場。

## 反應
黑山總統米洛·朱卡諾維奇和黑山總理德里坦·阿巴佐維奇均將此事件稱為「前所未見的悲劇」。阿巴佐維奇並宣佈全國哀悼三天。采蒂涅市長尼古拉·久拉斯科維奇對無辜生命的喪失表示深切震驚。黑山警察局長佐蘭·布蘭寧則表示，目前仍無法確定博里洛維奇 犯案的動機。包括塞爾維亞正教會牧首波爾菲里耶、黑山都主教若阿尼基耶二世與黑山王儲尼古拉在內的多位宗教及王室人士均對此表示哀悼。
多國領導人亦表達慰問之意，包含科索沃總統維約薩·奧斯馬尼、波斯尼亞和黑塞哥維那主席團成員熱利科·科姆希奇、北馬其頓總統斯特沃·彭達羅夫斯基，以及塞爾維亞總統亞歷山大·武契奇。
歐盟方面，歐盟委員會副主席何塞普·博雷利和歐洲議會議員托尼諾·皮庫拉亦代表歐盟致哀。